# 沙普里
10°39′07″S 68°30′14″W / 10.65194°S 68.50389°W

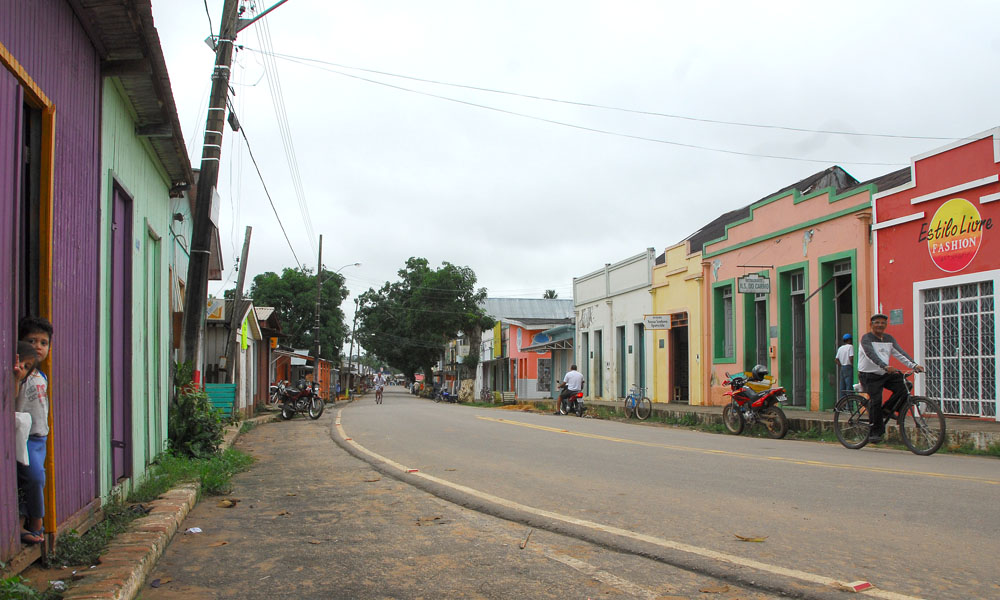
沙普里

沙普里，是巴西的城鎮，位於該國西北部，由阿克里州負責管轄，始建於1904年3月22日，面積5,251平方公里，海拔高度150米，2007年人口14,314，人口密度每平方公里2.73人。

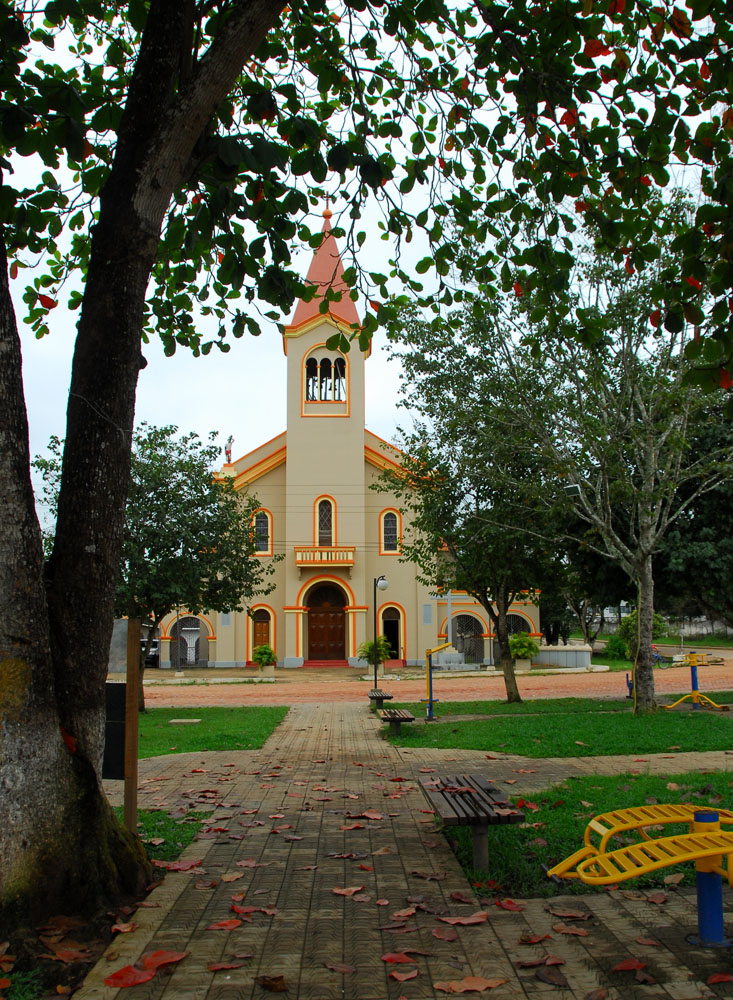
IgrejadeSãoSebastião

## 地理
沙普里（Xapuri）位于沙普里河与阿克里河的交汇处。其名称据说源自土著词汇“Chapury”，意为“河流交汇处”。另一种解释是，其名源于当地原住民部落“沙普里人”（Xapury）。该城镇位于BR-317高速公路西北约12公里（7.5英里）处，这条高速公路东起241公里（150英里）外的里奥布兰科（Rio Branco），西至74公里（46英里）外的巴西莱亚（Brasiléia）。城镇内街道宽阔，房屋多为木质结构。全市面积为5,347.468平方公里，是阿克里州面积第12大的市镇。其西接塞纳马杜雷拉（Sena Madureira），北邻里奥布兰科，东连卡皮沙巴（Capixaba），南接埃皮塔西奥兰迪亚（Epitaciolândia），西南毗邻巴西莱亚。
该市辖区内包含部分面积为931,537公顷（2,301,880英亩）的‌奇科·门德斯采掘保护区‌（Chico Mendes Extractive Reserve）。该保护区成立于1990年，是一处可持续利用的环境保护单位。除少数区域存在森林砍伐外，保护区整体维护较好，但其周边地区森林破坏严重，导致缓冲地带功能受损。

## 图片

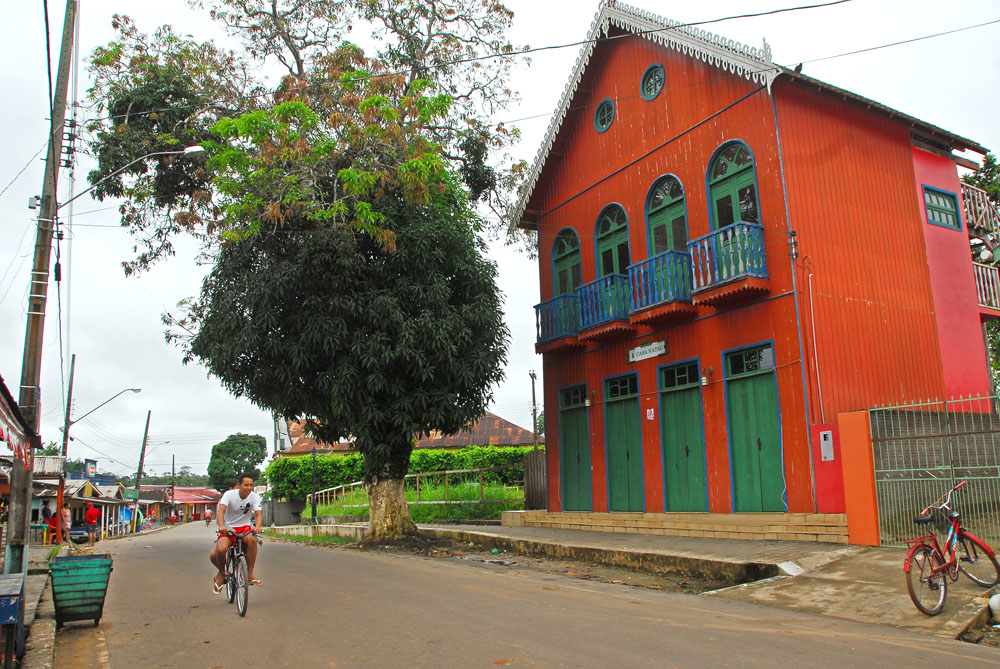
乡村哥特式建筑在巴西阿卡州很常见。照片：Acre 的 Xapuri 市中心
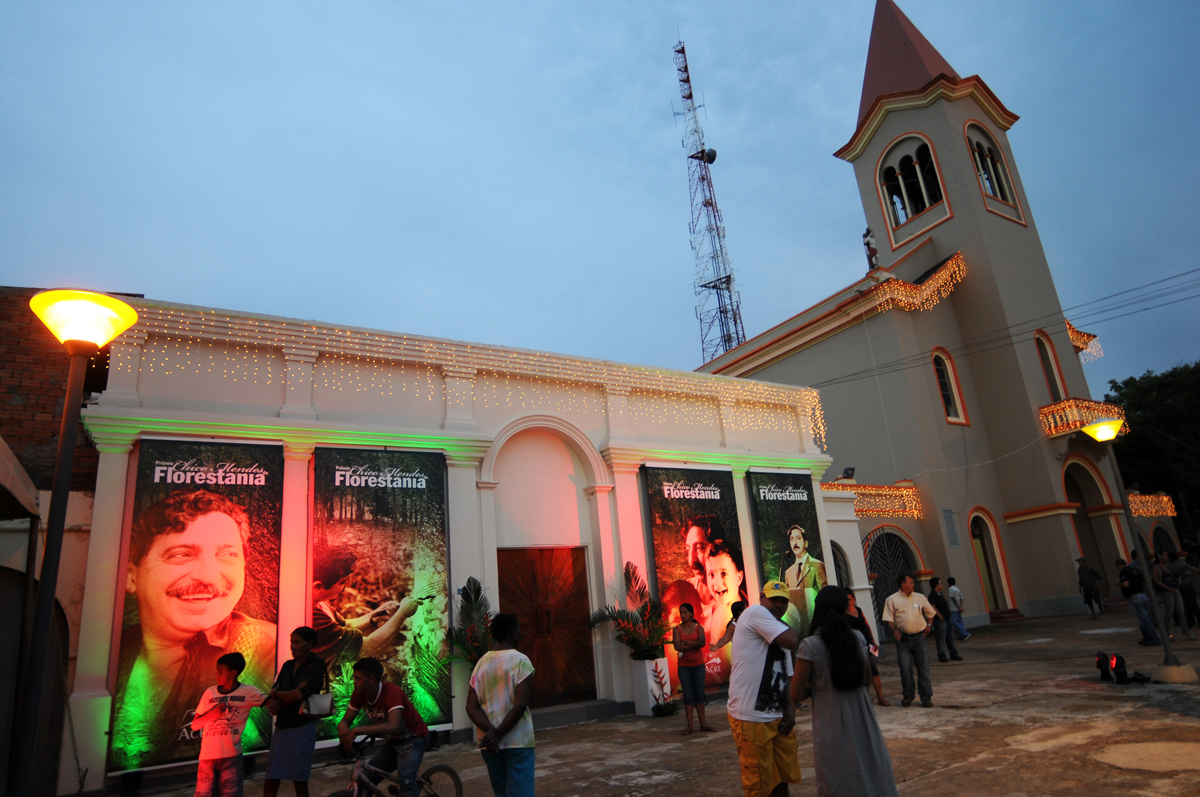
巴西 Xapuri 的圣塞巴斯蒂安教堂
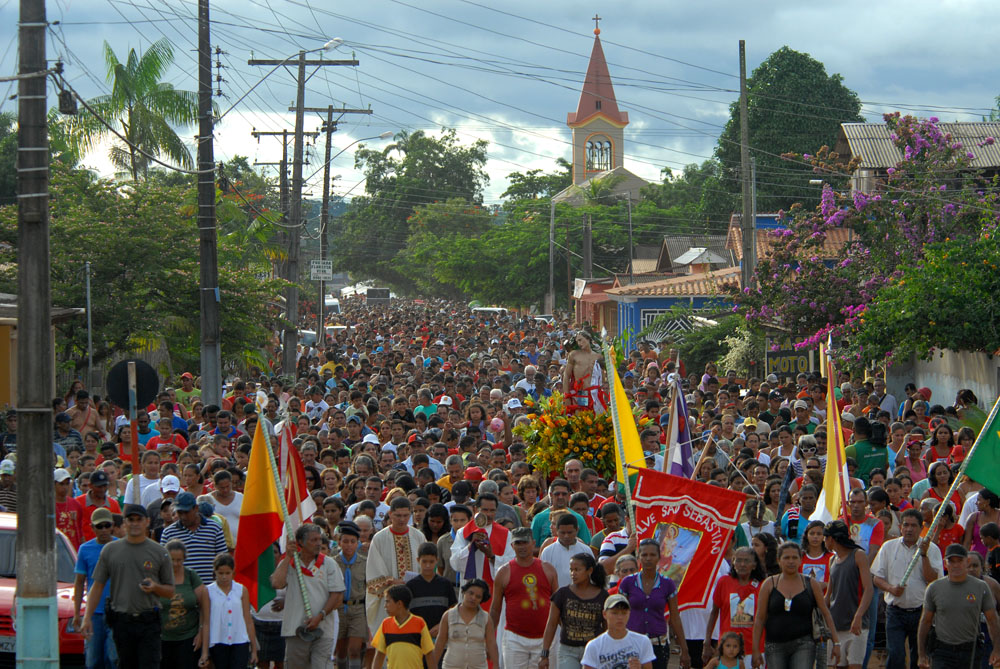
圣塞巴斯蒂安Festivities， Xapuri，巴西
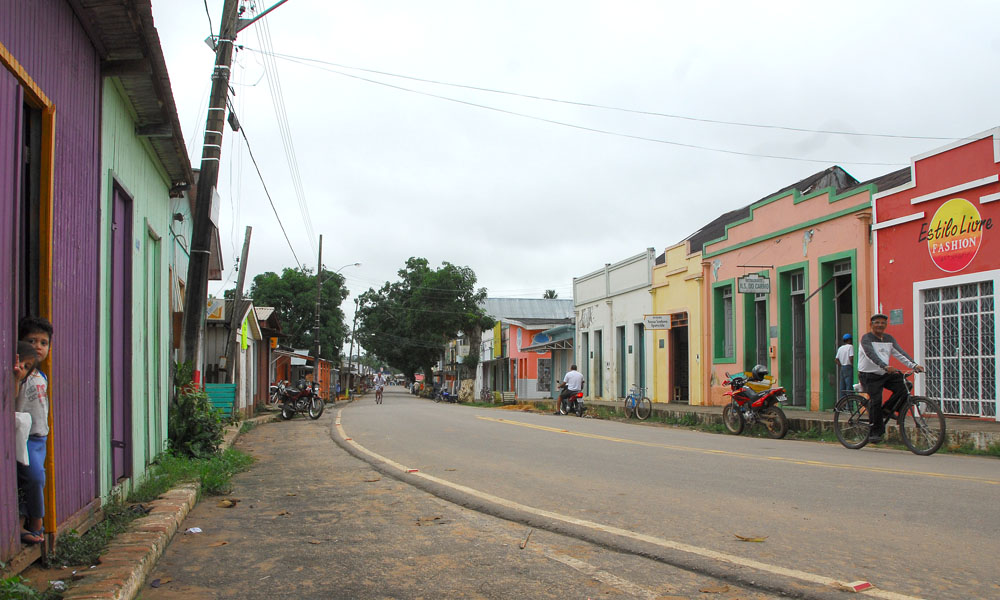
Xapuri, Acre
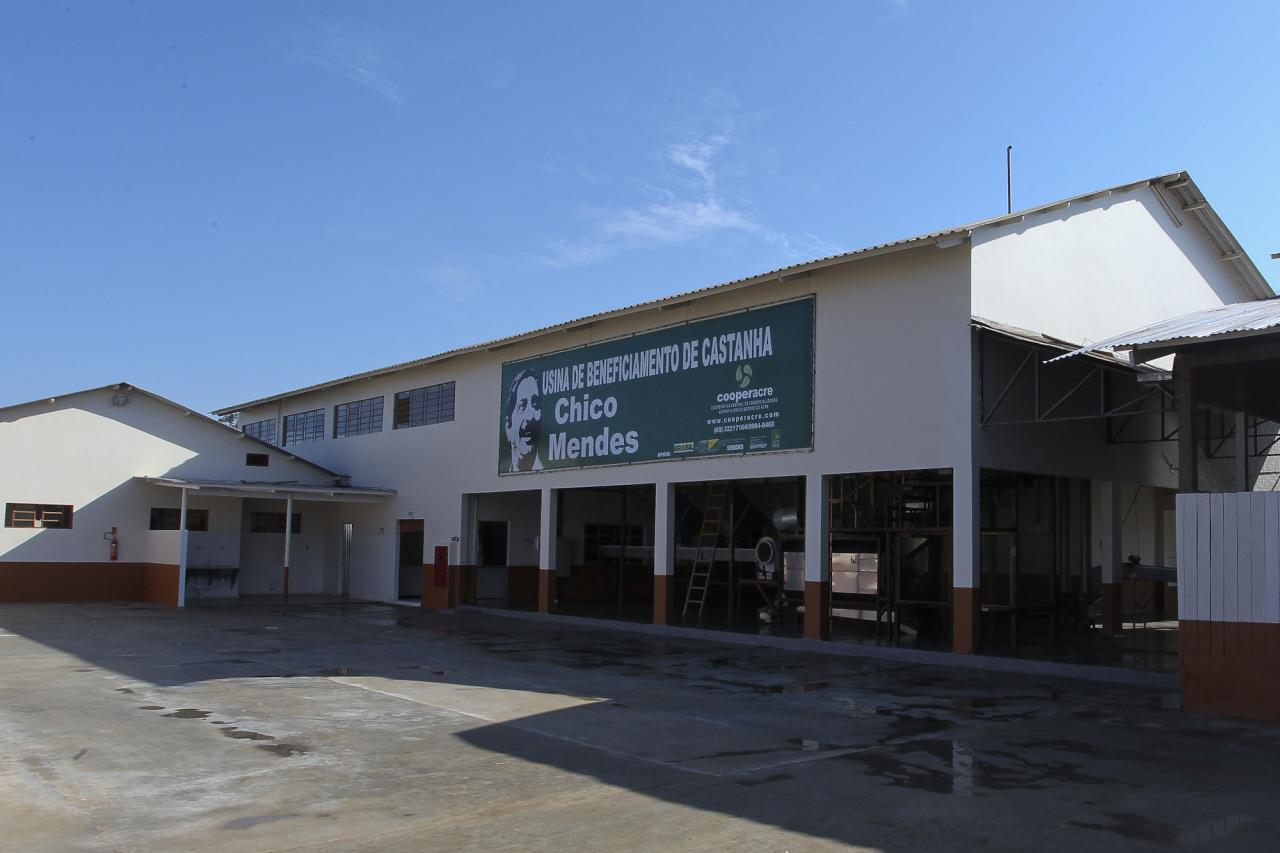
巴西坚果巴西Xapuri精加工发电厂